# Дьордь Палфі
Дьордь Палфі (угор. Pálfi György; *11 квітня 1974, Будапешт) — угорський кінорежисер і сценарист.

## Біографія
Палфі дебютував в кіно як актор, коли йому було всього 14 років - тоді він отримав невелику роль в драмі «Документатор» (1988). А вже 1997 Палфі представив свою першу режисерську роботу — короткометражний фільм «A Hal» з Ференсом Елеком в головній ролі. 2000 Палфі спробував працювати і на телебаченні, знявши епізод телесеріалу. Наступного року працював помічником режисера і оператора над фільмом «Власний острів» (2001). А з 2002 режисер став знімати фільми за власними сценаріями, першою такою роботою став фільм «Гикавка» (2002).

## Фільмографія
- Гикавка (2002, Європейська кінопремія в номінації Відкриття року, спеціальне згадка Сан-Себастьянського МКФ)
- Таксидермія (2006, премія NHK на МКФ Санденс)
- Я тобі не друг (2009, номінація на Кришталевий глобус МКФ в Карлових Варах)
- Остаточний монтаж — пані та панове! (2012)
- Вільне падіння / Szabadesés (2014)